# العلاقات الأوزبكستانية المدغشقرية
العلاقات الأوزبكستانية المدغشقرية هي العلاقات الثنائية التي تجمع بين أوزبكستان ومدغشقر.

## مقارنة بين البلدين
هذه مقارنة عامة ومرجعية للدولتين:
| وجه المقارنة                                              | أوزبكستان       | مدغشقر                      |
| --------------------------------------------------------- | --------------- | --------------------------- |
| المساحة (كم2)                                             | 448.98 ألف      | 587.04 ألف                  |
| عدد السكان (نسمة)                                         | 32.39 مليون     | 25.57 مليون                 |
| الكثافة السكانية (ن./كم²)                                 | 72.14           | 43.56                       |
| العاصمة                                                   | طشقند           | أنتاناناريفو                |
| اللغة الرسمية                                             | اللغة الأوزبكية | اللغة الملغاشية، لغة فرنسية |
| العملة                                                    | سوم أوزبكستاني  | أرياري مدغشقري              |
| الناتج المحلي الإجمالي (بليون دولار)                      | 48.72 مليار     | 11.50 مليار                 |
| الناتج المحلي الإجمالي (تعادل القوة الشرائية) بليون دولار | 190.50 مليار    | 35.51 مليار                 |
| الناتج المحلي الإجمالي الاسمي للفرد دولار أمريكي          | 2.13 ألف        | 401                         |
| الناتج المحلي الإجمالي للفرد دولار أمريكي                 | 5.57 ألف        | 1.44 ألف                    |
| مؤشر التنمية البشرية                                      | 0.675           | 0.510                       |
| رمز المكالمات الدولي                                      | +998            | +261                        |
| رمز الإنترنت                                              | .uz             | .mg                         |
| المنطقة الزمنية                                           | ت ع م+05:00     | ت ع م+03:00                 |

## منظمات دولية مشتركة
يشترك البلدان في عضوية مجموعة من المنظمات الدولية، منها:
| علم المنظمة | اسم المنظمة                               | تاريخ انضمام أوزبكستان | تاريخ انضمام مدغشقر |
| ----------- | ----------------------------------------- | ---------------------- | ------------------- |
|             | وكالة ضمان الاستثمار متعدد الأطراف        | 4 نوفمبر 1993          | 8 يونيو 1988        |
|             | منظمة الشرطة الجنائية الدولية             | ?                      | ?                   |
|             | منظمة حظر الأسلحة الكيميائية              | ?                      | ?                   |
|             | الفريق المعني برصد الأرض                  | ?                      | ?                   |
|             | الأمم المتحدة                             | 2 مارس 1992            | 20 سبتمبر 1960      |
|             | مؤسسة التمويل الدولية                     | 30 سبتمبر 1993         | 27 سبتمبر 1963      |
|             | يونسكو                                    | 26 أكتوبر 1993         | 10 نوفمبر 1960      |
|             | مؤسسة التنمية الدولية                     | 24 سبتمبر 1992         | 25 سبتمبر 1963      |
|             | البنك الدولي للإنشاء والتعمير             | 21 سبتمبر 1992         | 25 سبتمبر 1963      |
|             | المركز الدولي لتسوية المنازعات الاستشارية | 25 أغسطس 1995          | 14 أكتوبر 1966      |
|             | الاتحاد البريدي العالمي                   | ?                      | ?                   |
|             | الاتحاد الدولي للاتصالات                  | 10 يوليو 1992          | 11 مايو 1961        |

## وصلات خارجية
- موقع وزارة الخارجية الأوزبكستانية